# Landshövdingar i Uppsala län
Detta är en lista över landshövdingar i Uppsala län. Landshövdingen är chef för länsstyrelsen i Uppsala län. Landshövdingen blir under sin ämbetstid även ståthållare på Uppsala slott och ingår därmed i de Icke tjänstgörande hovstaterna vid Kungliga hovet.
Uppsala län ingick mellan 1634 och 1641 i Upplands landshövdingedöme. Mellan 1641 och 1654 var Stockholms och Uppsala län uppdelade på två landshövdingedömen för att sedan återförenas till ett Upplands hövdingedöme. 1714 gjordes en ny, slutgiltig indelning i två län.

## Lista över landshövdingar och ståthållare i Uppsala län

### Ståthållare på Uppsala slott och över dess län
1. 1600–1618: Christoffer Wernstedt

### Ståthållare över Stockholms och Uppsala län 1618–1640
1. 1618–1624: Gabriel Gustafsson Oxenstierna
2. 1624–1630: Claës Horn
3. 1630–1634: Johan Pontusson De la Gardie
4. 1634–1640: Lars Eriksson Sparre av Rossvik

### Ståthållare eller landshövdingar över Uppsala län 1640–1649
1. 1640–1646: Göran Göransson Gyllenstierna d.ä.
2. 1646–1649: Bengt Skytte

### Landshövding över Uppland 1649–1652
1. 1649–1652: Svante Larsson Sparre

### Landshövding över Uppsala län 1652–1654
1. 1652–1654: Svante Svantesson Banér

### Landshövdingar i Uppland 1654–1714
1. 1654–1654: Lars Claesson Fleming
2. 1654–1656: Gustaf Persson Banér
3. 1656–1660: Svante Svantesson Banér
4. 1660–1664: Claes Rålamb (riksråd)
5. 1664–1666: Göran Gyllenstierna av Lundholm d.y.
6. 1666–1679: Axel Axelsson Lillie
  - 1678–1679: Carl Gabriel Bååt (vice landshövding)
7. 1679–1681: Gustaf Lilliecrona
8. 1681–1682: Claes Fleming
9. 1681–1685: Fabian Wrede
10. 1685–1689: Olof Arvidsson Thegner
11. 1689–1695: Jakob Gyllenborg
12. 1695–1714: Johan Hoghusen

### Landshövdingar i Uppsala län efter 1714
1. 1714–1719: Pehr Lennartsson Ribbing
2. 1719–1728: Fredrik Magnus Cronberg
3. 1729–1743: Johan Brauner
4. 1743–1757: Carl von Groth
5. 1757–1762: Johan Georg Lillienberg
6. 1762–1773: Johan Funck
7. 1773–1782: Thure Gustaf Rudbeck
8. 1782–1783: Olof von Nackreij
9. 1783–1783: Fredrik Ulrik von Friesendorff (tillförordnad landshövding)
10. 1783–1784: Jakob von Engeström (vice landshövding)
11. 1784–1784: Claes Julius Ekeblad
12. 1784–1784: Claes Erik Silfverhielm
13. 1784–1786: Carl Claes Mörner
14. 1786–1787: Elis Schröderheim
15. 1788: Adolf Fredrik Munck (tillträdde aldrig tjänsten)
16. 1788–1792: Ulrik Gottlieb Ehrenbill
  - 1790–1790: Erik af Wetterstedt (vice landshövding)
17. 1792–1794: Elis Schröderheim
18. 1794–1812: Erik af Wetterstedt
19. 1812–1830: Berndt Wilhelm Fock
20. 1830–1862: Robert Fredrik von Kraemer
21. 1862–1893: Adolf Ludvig Hamilton
22. 1893–1895: Ludvig Douglas
23. 1895–1907: Per Johan Bråkenhielm
24. 1907–1930: Hjalmar Hammarskjöld
25. 1914–1917: Knut Archibald Hamilton (tillförordnad landshövding under Hammarskjölds ämbetstid som statsminister)
26. 1931–1943: Sigfrid Linnér
27. 1943–1952: Hilding Kjellman
28. 1952–1957: Georg Andrén
29. 1957–1959: Elis Håstad
30. 1959–1967: Olov Rylander
31. 1967–1980: Ragnar Edenman
32. 1980–1986: Ingemar Mundebo
33. 1986–1992: Hans Alsén
34. 1992–1997: Jan-Erik Wikström
35. 1997–2002: Ann-Cathrine Haglund
36. 2002: (Ulf Henricsson) (tillförordnad landshövding, 1 augusti–31 december 2002)
37. 1 januari 2003–2009: Anders Björck[2]
38. 2009–2010: Leif Byman (tillförordnad landshövding, 1 oktober 2009–12 april 2010)
39. 12 april 2010–31 augusti 2016: Peter Egardt[3]
40. 1 november 2016–28 februari 2023: Göran Enander[4][5]
41. 1 mars 2023–20 april 2023: Cecilia Magnusson (tillförordnad landshövding)[5]
42. 20 april 2023– : Stefan Attefall[6]